# Куньинская волость (Псковская губерния)
Куньинская волость — административно-территориальная единица в составе Великолукского уезда Псковской губернии РСФСР в 1924 — 1927 годах. Центром был посёлок Кунья.
В рамках укрупнения дореволюционных волостей губернии, новая Куньинская волость была образована в соответствии с декретом ВЦИК от 10 апреля 1924 года из упразднённых Серебряницкой волости Великолукского уезда, Встеселовской, Клинской и Ломовской волостей Торопецкого уезда и разделена на сельсоветы Груздовский, Морозо-вский, Октябрьский, Первомайский, Тимофеевский, Ущицкий. В 1925 году образован Каськовский сельсовет, в начале 1926 года — Жилинский и Плюхновский, в 1927 году — Ямищенский.
В рамках ликвидации прежней системы административно-территориального деления РСФСР (волостей, уездов и губерний), Куньинская волость была упразднена в соответствии с Постановлением Президиума ВЦИК от 1 августа 1927 года, а её территория вошла в состав Куньинского района Великолукского округа Ленинградской области.